# Barbus caninus
Barbus caninus é uma espécie de peixe actinopterígeo da família Cyprinidae.
Pode ser encontrada nos seguintes países: Itália e Suíça.
O seu habitat natural é: rios.
Esta espécie está ameaçada por perda de habitat.